# Kona Bicycle Company
Kona Bicycle Company — компания по производству велосипедов. Основана в 1988 году Джейкобом Хейлброном и Дэном Герхардом, до сих пор находится под их управлением. Штаб-квартира находится в Ферндейле, штат Вашингтон, США; Североамериканский офис расположен в Ванкувере, Канада и Европейский в Женеве, Швейцария.
Производит полный спектр велосипедов — горные (хардтейлы и двухподвесы), шоссейные, туристические и городские велосипеды. Используя большой список материалов- карбоновое волокно, алюминий, сталь и титан. Велосипеды Kona продаются более чем в 60 странах мира.
Название компании происходит от любимого места владельцев компании — Каилуа-Кона на Гавайах. В связи с тем же, названия велосипедов Kona связаны с Гавайями: Hei Hei (гав. «беспорядок»), Hahannah (гав. «горячий»), Kuku (гав. «прыжок»), Mama (гав. «гонка»), Haole (гав. «чужеземец»), Cinder Cone, Explosif, Fire Mountain, Hot, Lava Dome и Kilauea (велосипед, вышедший в 1993 году и названный в честь гавайского вулкана).

## История
1988 год — Основание компании Джейкобом Хейлброном, Дэном Герхардом и чемпионом в маунтинбайке Джо Мюрреем (англ. Joe Murray), приглашённого в качестве разработчика первых моделей. Первый велосипед вышел под названием Cascade, но был переименован в Kona в этом же году. Kona стала первым производителем в модельном ряду которого все рамы для маунтинбайка имели слопинг.
1989 год — Компания начала производить свои вилки- Kona Project Two, первые вилки для маунтинбайка с прямыми ногами, на данный момент существует более 10 вариантов этой модели. Бывший шоссейный гонщик Брюс Спайсер (англ. Bruce Spicer, сейчас Броди англ. Brodie) начинает выступать за команду Kona.
1990 год — Даг Лафавор, «доктор Дью» (англ. Doug Lafavor, «Dr. Dew») присоединяется к компании в Июле 1990 года. Модельный ряд Kona включает в себя уже 8 моделей, впервые появляются Гавайские названия. 4 июля Sandvik Special Metals начинают производить Kona Hei Hei, более 4000 титановых рам Kona будет выпущено в течение следующих 10 лет. Kona Hot становится второй моделью производящейся на территории США. Макс Джонс (англ. Max Jones) присоединяется к команде Kona, в 1998 году включён в Зал Славы Маунтинбайка.
1991 год — Синди Дивайн (англ. Cindy Devine), ставшая первой официальной чемпионка мира по даунхиллу в 1990 году, присоединяется к команде Kona. В 2013 году была включена в Зал Славы Маунтинбайка.
1992 год — Представлена вилка The Future Shock разработанная Джо Мюреем (англ. Joe Murray) в основу дизайна легла мотоцикледная вилка Harley Davidson, по соглашению со Specialized название было изменено на Z-Link. Конструкция оказалась неудачной и небезопасной для использования- все вилки затоплены в проливе Хуан-де-Фука. Haole становится первым шоссейным велосипедом Kona, изготовленным из титана Sandvik.
1993 год — Kona Hahanna и Fire Mountain становятся первыми велосипедами для асфальта созданные, как гибриды горных велосипедов с покрышками 26х1,50. Kona Kilauea становится велосипедом года по версии журнала Mountain Biking magazine. Kona AA и Kula представленные на выставке Interbike в Анахайме становятся первыми моделями с алюминиевыми рама, выпускаемыми Kona (используются трубы Easton tubing). Модельный ряд Kona разрастается до 20 моделей. Kona Kilauea становится велосипедом года по версии журнала Mountain Biking magazine.
1994 год — Sex One и Sex Too становятся первыми двухподвесными горными велосипедами в модельном ряду Kona. Humuhumu-Nukunuku-Apu’A выигрывает в конкурсе на новое название для односкоростного круизера Kona, опережая Unit, и становится самым длинным названием для велосипеда и двух видов спинорогов. Стив Пит (англ. Steve Peat) начинает выступать в даунхильных гонках на титановой раме Kona Hei Hei Ti, будущий чемпион NORBA Кирк Молдэй (англ. Kirk Molday) выступает на такой же раме в кросскантри.
1995 год — Kona представляет благотворительную программу Buck-A-Bike, позволившую выручить около 80 000$ в период между 1995-98 годами, средства от которой пошли на развитие организаций выступающих в защиту маунтинбайка и маунтинбайк трейлов IMBA, Rails to Trails и NORBA. Kona Ku становится первой алюминиевой рамой для маунтинбайка производящейся на территории США, Altitude Cycles производит более 3 000 стальных и алюминиевых рам для Kona, их первого клиента из США. Kona Design Group создают собственную платформу для двухподвесных велосипедов, вариации которой называются SEX (абр. Suspension EXperience) One, Too и Three. В Ферндэйле на участке земли в два акра построен офис/склад площадью 1400 квадратных метра. Основано подразделение Kona Europe, офис сначала располагался в Германии (Шварцвальд), затем в Монако, теперь находится в Швейцарии (Женева).
1996 год — Дэвид Уиенс (англ. Dave Wiens), национальный чемпион США 1993 года по кросскантри, присоединяется к Kona Factory Team. В 2000 году был включён в Зал Славы Маунтинбайка. Член команды Kona Factory Team Том Миссер (англ. Tomi Misser) выигрывает два этапа Кубка Мира по даунхиллу, Чемпионат Европы по даунхиллу и становится третьим по итогам Кубка Мира по даунхиллу, выступая на Kona Misser DH с ходом подвески 130 мм, ограниченной серией выпускается Kona DH Misser replica. В Июле 1997 года публике был представлен Kona Stab.
1997 год — Вышел циклокроссовый велосипед Jake the Snake. Питер Ведж (англ. Peter Wedge) и Лесли Томлинсон (англ. Lesley Tomlinson), входящая в олимпийскую сборную Канады, присоединились к Kona Factory Team.
1998 год — Сформирована кросскантри команда Mapei-Kona. Итальянец Стефано Миглиорини (англ. Stefano Migliorini) выступает на Kona Stab Dee-Lux с ходом подвески 180 мм на Кубке Мира по даунхиллу. После выхода на пенсию он становится «Mr Kona Italy». Джон Гибсон (англ. John Gibson) из Канмора, Альберта, назначается Kona Lensman — он открывает миру фрирайдную историю Норд Шора (англ. North Shore) в журнале Bike magazine (Май 1998). Впервые свет увидел фрирайдный велосипед Kona Stinky Dee-Lux со 130 мм хода подвески спереди и сзади, «Out-of-Bounds» машина основанная на дизайне Kona Stab, с тремя передачами спереди. Организован первый сбор средств совместно IMBA и Kona во время выставки Interbike в Анахайме, в течение десяти лет было собрано больше 100’000$ для IMBA и 10’000$ для развития сети трейлов «Вьетнам» созданной NEMBA. Штаб-квартира Kona увеличена до площади 2800 квадратных метров, начал работу сайт www.konaworld.com
1999 год — После трёх лет команду Kona-Mapei покидает Дарио Кьёни (англ. Dario Cioni), начиная карьеру в шоссейной команде Mapei-Quick-Step. Джеф Кабуш (англ. Geoff Kabush) из Виктории, Британская Колумбия приходит на смену Роланду Грину (англ. Roland Green), которого переманил толстый кошелек GT. Андреас Хестлер (англ. Andreas Hestler) проводит сезон с командой Kona. Kona Stab Dee-Lux становится байком года по версии журнала Mountain Bike Action. Начинается дэмо-тур Kona «Feel the Flow». 8-ми метровый автобус с 10-метровым прицепом, полным велосипедов Kona, начинает своё турне по 20 штатам и провинциям Северной Америки. В течение 10 лет более 40’000 человек получают возможность бесплатно протестировать велосипеды Kona. Дерзкие хардтейлы «Out-of-Bounds», созданные для слалома и дертджампинга журнал Mountain Biking magazine назвал «Будущее маунтинбайка». Европейский офис Kona переезжает и Германии в Монако. Создаётся фрирайдная команда Kona Clump Freeride team состоящая из участников фильма New World Disorder: Джон Кован (англ. John Cowan), «Король вилли» Бобби Рут (англ. Bobby Root) и Грехэм Кёрбис (англ. Graham Kuerbis). Kona Stab Dee-Lux становится байком года по версии журнала Mountain Bike Action.
2000 год — Джон Кован (англ. John Cowan) и Грехэм Кёрбис (англ. Graham Kuerbis) участвуют в промо нового Ford Focus проходящем в Калифорнии и Техасе, прыгая 12 метровые пролёты через автомобили, но Ford просили горящее кольцо. Европейский офис Kona организовывает первый фестиваль Kona на итальянском острове Эльба. Появляются две модели BMX: Kuku (гав. «прыжок») для дертджампинга и Mama (гав. «гонка») рэйсинговый байк. Kona Stab Primo DH подрастает до 200 мм подвески. К команде Kona Factory Team присоединяется Трэйси Мозли (англ. Tracy Moseley). Вышли первые рамы Kona со скандиевыми сплавами алюминия: маунтинбак Explosif и шоссейные Kapu и Haole.
2001 год — Kona показала новый Stinky Dee-Lux в растаманской расцветке, ставший одной из звезд фильма «Возмездие Макса Кибла»(в оригинале Max Keeble’s Big Move). Грэг Минаар (англ. Greg Minnaar) выступает на Kona Stab в ЮАР. Дертджампинговые и слаломные велосипеды начинают комплектоваться цепегасителями и звездами Kona Ring of Fire. Kona выпускает модель Hula с 24 дюймовыми колесами, первый детский маунтинбайк Kona с алюминиевой рамой и амортизационной вилкой.
2002 год — Bear и Bear Dee-Lux со 100 мм хода подвески впереди и сзади становятся пионерами оллмаунтин, из-за сложностей с торговым названием, его меняют на Dawg. Открывается байкпарк Whistler с армией из 135 байков Kona Garbanzo special edition, к концу сезона каждый из них проехал больше 300 километров вертикального сброса без единой проблемы с рамами. Модель Jake the Snake включают в Зал Славы Маунтинбайка.
2003 год — Модельный ряд Stinky продолжает расти, выходит Stinky JR- первый фрирайдный детский велосипед с 24 дюймовыми колесами, 100 мм подвеской впереди и сзади. Асфальтовая линейка тоже претерпевает изменения: Dr. Dew обзаводится дисковыми тормозами, добавляются модели Tiki и Tiki Deluxe. Kona A становится велосипедом с самым коротким названием и амортизатором у неё в два раза больше чем передач. Выходят новые запчасти под маркой Kona: педали и грипсы JackShit, хром молибденовые шатуны Bulge для кареток стандарта ISIS и башгард Ring of Fire. Джон Кован (англ. John Cowan) выпускает 30-минутный обучающий фильм на DVD, спродюсированный его будущей женой Стефани Дриннан (англ. Stephanie Drinnan). Создаётся команда чемпионов Kona-Clarks Team, в состав которой входят: Фабьен Барель (англ. Fabien Barel) — французский даунхильщик, Трэйси Мозли (англ. Tracy Moseley) — английская даунхильщица, Джеф Кабуш (англ. Geoff Kabush) — канадский маунтинбайкер и Питер Ведж (англ. Peter Wedge) — канадский циклокроссер. Дэйв Вотсон (англ. Dave Watson) совершает исторический прыжок через пелотон юбилейной 100-й гоки Тур де Франс, во время горного этапа проходившего в Альп-д’Юэз, данное событие запечатлел фотограф Скотт Маркевиц (англ. Scott Markewitz), а видео вошло в фильм New World Disorder IV, газета Гардиан (англ. The Guardian) назвала Дэйва Спортсменом Года.
2004 год — асфальтовая линейка увеличивается за счёт моделей Smoke и чоппера BikeHotRod. Выходит Stuff JR- детский велосипед для дертджампинга. Появляется полностью новая категория велосипедов Hoss и Hoss Deluxe, вдохновителем линейки стал Маурис Тьернье (англ. Maurice Tierney) из Dirt Rag magazine, велосипеды созданы специально для тяжёлых людей. К титульным спонсорам Kona Factory Team добавляется байкпарк Ле Же (англ. Les Gets mountain bike resort).
2005 год — Даг Лафавор, «доктор Дью» (англ. Doug Lafavor, «Dr. Dew») включён в Зал Славы маунтинбайка.
2006 год — Появляются линейка женских моделей велосипедов Lisa: Lisa HT, Lisa DS и Lisa RD. Создаётся женская команда Velo Bella Kona. Три новых райдера добавляются к команде Kona Clump: Грант Филдер «Chopper» (англ. Grant Fielder) из Великобритании, и звезды из Испании Эндрю Лакондэги (англ. Andreu Lacondeguy) и Льюис Лакондэги (англ. Lluis Lacondeguy). К Команде Kona Factory team присоединяется Камиль Татаркович (Kamil Tartakovic) гонщик из Чехии, выступающий в дисциплине байкеркросс.
2007 год — К программе Kona Groove Approved Bike Park присоединяются байкпарки Verbier (Швейцария), Livigno (Италия), Levi (Финляндия) и Killington (США), общее число участников достигает 20, таким образом специальная версия велосипедов Kona Garbanzo оказывается представлена на 4 континентах. Общее количество выпускаемых моделей достигает 79, включая новинки: именную модель Cowan, новые женские модели Queen Kikapu (маунтинбайк) и Lisa RD Supreme (шоссейный велосипед), Kula 2-9 и Unit 2-9 (маунтинбайки на 29 дюймовых колесах), городской велосипед с мягкой вилкой Dew FS, трековый велосипед Paddy Wagon и новый циклокроссовый байк Major Jake. Модели Stinky и Coiler начинают продаваться с установленной на них системой D.O.P.E. созданной Брайаном Бертхольдом (англ. Brian Berthold) из Brake Therapy. В честь пятилетнего сотрудничества c Фабьеном Барелем (англ. Fabien Barel) выходит его именная версия велосипеда Kona Stab Supreme.
2008 год — Kona создаёт модель CoilAir с запатентованной системой Magic Link, состоящей из двух амортизаторов, разработанной Брайаном Бертхольдом (англ. Brian Berthold). Выходит именная модель велосипеда Пола Басагоитии (англ. Paul Basagoitia) — Kona Bass. Kona выпускает грузовой велосипед Ute. Магазин Bow Cycles расположенный в Калгари, Альберта продаёт велосипед CinderCone в 17 ростовке, ставший 1’000’000 велосипедом, произведённым Kona. Начинают выходить видео «The Dew Files» в которых Даг Лафавор, «доктор Дью» (англ. Doug Lafavor, «Dr. Dew») рассказывает о технических новинках и повседневной жизни Kona.
2009 год — Lisa TR — первый велосипед Kona для триатлона. Minxy — первый фрирайдный женский велосипед. В линейке асфальтовых моделей появляются Honky Tonk, Dew Drop, Haole и Kapu. Фрирайдной команде Kona Clump исполняется 10 лет, одним из самых заметных событий этих лет становится участие в серии фильмов студии Freeride Entertainment — «New World Disorder».
2010 год — Выходит Kona Cadabra велосипед с запатентованной системой Magic Link второго поколения. Так же появляются модели Major One — односкоростной циклокроссовый велосипед, Honky Inc. — шоссейный велосипед с дисковыми тормозами в ретро стиле, Band Wagon и Grand Wagon — велосипеды с фиксированной передачей. Kona впервые выпускает электровелосипеды Electric Ute, Token и Ticket. Эндрю Лакондэги (англ. Andreu Lacondeguy) получает именную модель рамы для дертджампинга Lacondeguy Inc. Начинает работу сайт Kona COG, собирающий информацию из различных источников: новости и записи из блогов.
2011 год — Kona начинает использовать карбоновое волокно для создания своих велосипедов, первыми моделями становятся хардтейл Kula Watt и циклокроссовый Major Jake. Заканчивается 14 летняя история моделей Stab и Stinky, на смену им приходит новый даунхильный байк — Operator. Проморолик снятый в байкпарке Whistler с участием новобранца команды Kona Factory Team Джо Смита (англ. Joe Smith) становится одним из самых популярных видео с 100 000 просмотров. Последняя модель Kona Stinky носила название Stinky TL — сокращение от «The Last»(англ. последний) или «The Legend»(англ. легенда). Так же выходит новая модель трейлового велосипеда с подвеской 120мм — Kona Tanuki.
2012 год — После успеха модели Operator, появляется короткоходный даунхильный Entourage, ставший продолжением истории легендарной линейки фрирайдных велосипедов Kona. Оллмаунтин хардтейл Satori со своими 130 мм становится самым длинноходным велосипедом Kona на 29 колесах. King Kahuna становится первым карбоновым велосипедом на 29 колесах. Карбоновые модели появляются в линейке шоссейных велосипедов — Zing Supreme и его ещё более лёгкая версия King Zing. Появляются городские модели Dr. Fine и Dr. Good с 9 и 7 скоростными планетарными втулками, соответственно. Модель Ute обзаводится укороченной версией MinUte. Детская линейка расширяется за счёт двух моделей с 24 дюймовыми колесами XC Kula 24 и CX Jake 24. Вновь появляются титановые рамы, производящиеся на территории США, модель Raijin производится Lynskey Designs. Впервые появляется велосипед с новыми 650B колесами, ей становится классическая модель Explosif. Kona, совместно с фирмой Safariland, разрабатывают модель Safariland Patrol Bike — велосипед созданный специально созданный для нужд полиции, служб экстренного реагирования и охраны, первые 200 моделей поступают полиции региона Тампа Бэй.
2013 год — Kona представляет новую модель Process 134 с новой прогрессивной геометрией и использующую преимущества регулируемого телескопического подседельного штыря.
2014 год — Kona открывает первую в мире аэродинамическую лабораторию для фэтбайков в Ферндейле, штат Вашингтон, США для создания Kona Wo — самого аэроинамичного фэтбайка на рынке. Команда Kona Fat Bike DFL team устраивает пивной фестиваль, для подготовки к предстоящему Кубку Мира по фэтбайку.
2017 год — На смену велосипедам Process приходит второе поколение модели с тем же названием, с полностью изменённым дизайном рамы и практически идентичной геометрией для версий с колесами 27,5 и 29 дюймов.

## Достижения
На велосипедах Kona выступали многие известные велогонщики и фрирайдеры:
1991 год — Синди Дивайн (англ. Cindy Devine) занимает третье место на чемпионате мира в Багра, Италия.
1992 год — Синди Дивайн (англ. Cindy Devine) становится обладательницей Кубка Мира по даунхиллу и занимает третье место на Чемпионате Мира.
1996 год — Том Миссер (англ. Tomi Misser) выигрывает два этапа Кубка Мира по даунхиллу, Чемпионат Европы по даунхиллу и становится третьим по итогам Кубка Мира по даунхиллу. Дарио Кьёни (англ. Dario Cioni) член итальянской команды Mapei-Kona MTB становится вторым на этапе Кубка Мира по кросскантри в Санкт-Вендель (Германия) и вторым на Чемпионате Европы. Роланд Грин (англ. Roland Green) вошедший в Kona Factory Racing team провёл выдающийся год выиграв кубок Канады и национальный чемпионат Канады, занял 5 место в финале NORBA и 4 место Чемпионата Мира.
1997 год — Питер Ведж (англ. Peter Wedge) выиграл национальный чемпионат Канады по велокроссу.
1998 год — Сформирована кросскантри команда Mapei-Kona. Лидерами команды становятся Дарио Кьёни (англ. Dario Cioni) и Роланд Грин (англ. Roland Green). Дарио заканчивает сезон на 8 месте Чемпионата Мира. Роланд становится третьим в национальной серии гонок NORBA. Действующий чемпион мира по БМХ рэйсингу Скот Бомонд (англ. Scott Beaumont) выступая на Kona Mokomoko занимает третье место Кубка Мира по дуал слалому и четвёртое место Кубка Мира по даунхиллу. Питер Ведж (англ. Peter Wedge) выиграл национальный чемпионат Канады по велокроссу.
1999 год -Райдер Хешедаль (анг. Ryder Hesjedal) из Виктории, Британская Колумбия выигрывает 1 место в Espoir. Дэйл Кнэп (англ. Dale Knapp) выигрывает Seattle Super-Cross и становится третьим по результатам серии национальных соревнований США по циклокроссу. Питер Ведж (англ. Peter Wedge) выиграл национальный чемпионат Канады по велокроссу.
2000 год — Джеф Кабуш (англ. Geoff Kabush) выступая на скандиевом Explosif занял 9 место на олимпийских играх в Сиднее, став самым результативным североамериканцем. Питер Ведж (англ. Peter Wedge) выиграл национальный чемпионат Канады по велокроссу. Трэйси Мозли (англ. Tracy Moseley) выиграла национальный чемпионат и кубок Великобритании по даунхиллу.
2001 год — Питер Ведж (англ. Peter Wedge) выиграл национальный чемпионат Канады по велокроссу. Трэйси Мозли (англ. Tracy Moseley) выиграла национальный чемпионат и стала второй в кубке Великобритании по даунхиллу.
2002 год — Питер Ведж (англ. Peter Wedge) выиграл национальный чемпионат Канады по велокроссу. Анна Кнап (англ. Ann Knapp) выигрывает 5 гонок Supercross, до получения травмы спины, и становится первым чемпионом США по циклокроссу, выступавшем на велосипеде Kona. Барри Уикс (англ. Barry Wicks) занимает 2 место в категории Under-23. Трэйси Мозли (англ. Tracy Moseley) выиграла национальный чемпионат Великобритании по даунхиллу, чемпионат Великобритании по байкеркроссу и занимает третье место на Кубке Мира по даунхиллу.
2003 год — Трэйси Мозли (англ. Tracy Moseley) занимает четвёртое место на Чемпионате Мира по даунхиллу и становится третьей по сумме этапов на Кубке Мира по даунхиллу, так же становится чемпионкой Великобритании по байкеркроссу.
2004 год — Фабьен Барель (англ. Fabien Barel) становится Чемпионом Мира в Ле Же, Франция, на велосипеде полностью переделанном четвёркой авторов: Фабьеном Барелем (англ. Fabien Barel), командным механиком Полом Вотсоном (англ. Paul Walton), продукт менеджером Пэдди Уайтом (англ. Paddy White) и техническим директором Доктором Дью (англ. Dr. Dew). Трэйси Мозли (англ. Tracy Moseley) занимает четвёртое место Кубка Мира по даунхиллу. Питер Ведж (англ. Peter Wedge) выиграл национальный чемпионат Канады по велокроссу. Райан Треборн (англ. Ryan Trebon) занимает второе место в серии NORBA и 5-е в национальной серии кросскантрийных гонок США. Райан Треборн (англ. Ryan Trebon) и Анна Кнап (Ann Knapp) одновременно становятся чемпионами США по циклокроссу. Анна Кнап (Ann Knapp) занимает 4 место на Чемпионате Мира по циклокроссу, проходившему в Бельгии.
2005 год — Фабьен Барель (англ. Fabien Barel) несмотря на череду неудач в сезоне выигрывает Чемпионат Мира по даунхиллу, становясь вторым французом, после Николя Вулье (англ. Nicolas Vouilloz), сумевшим два года подряд удерживать этот титул. Трэйси Мозли (англ. Tracy Moseley) занимает шестое место Кубка Мира по даунхиллу.
2006 год — Райан Треборн (англ. Ryan Trebon) выигрывает US National MTB XC race, Барри Уикс (англ. Barry Wicks) становится вторым. Барри выигрывает Short Track Nationals, а Райан становится третьим. Камиль Татаркович (англ. Kamil Tartakovic) чешский новобранец Kona Factory Team занимает третье место на Кубке Мира по байкеркроссу. Трэйси Мозли (англ. Tracy Moseley) занимает второе место на Чемпионате Мира по даунхиллу и выигрывает Кубок Мира по даунхиллу.
2007 год — Фабьен Барель (англ. Fabien Barel) занимает второе место на Чемпионате Мира по даунхиллу, в этом же году он выигрывает Canadian Open во время фестиваля Crankworx. Райан Треборн (англ. Ryan Trebon) выигрывает национальные соревнования US Short Track MTB, становится вторым в MTB Marathon и выигрывает USGP серию соревнований по циклокроссу.
2008 год — Эндрю Лакондэги (англ. Andreu Lacondeguy) выигрывает Crankworx, соревнования по слоупстайлу. Новичок команды Kona Clump, «Aggy» Грехем Агассиз (англ. Graham Aggasiz) выигрывает Sick Trick на соревнованиях Bearclaw Comp. Трэйси Мозли (англ. Tracy Moseley) выигрывает Чемпионат Великобритании по даунхиллу, занимает четвёртое место на Чемпионате Мира и становится второй на Кубке Мира по даунхиллу.
2009 год — Пол Басагоития (англ. Paul Basagoitia) дважды выигрывает соревнования Teva games, так же выигрывает Best Trick на соревнованиях Vienna Air King. Эндрю Лакондэги (англ. Andreu Lacondeguy) выигрывает White Style и Sick-O trick.
2010 год — Эндрю Лакондэги (англ. Andreu Lacondeguy) выигрывает Sick Trick на фестивале Crankworx. Новые райдеры команды Kona Factory team продолжают славные традиции побед: Хелен Вайман (англ. Helen Wyman) выигрывает национальную серию циклокроссовых гонок Великобритании, Жиль Бертран (англ. Gilles Bertrand) побеждает на Чемпионате Бельгии по даунхиллу, Луана Оливера (англ. Luana Olivera) становится чемпионкой Бразилии по даунхиллу..
2011 год — Антуан Бизет (англ. Antoine Bizet) занимает второе место на соревнованиях Whitestyle в Леоганге, трасса соревнований создана другим райдером команды Kona — Грантом Филдером «Chopper» (англ. Grant Fielder). Мич Дэлфс (англ. Mitch Delfs) выигрывает свой первый Кубок Канады по даунхиллу. Тони Берг (англ. Toni Berg) становится Чемпионом Финляндии по даунхиллу, а Каз Симидзу (англ. Kaz Shimizu) — Чемпионом Японии. Мэт Слевин (англ. Matt Slaven) выигрывает Американскую Серию Эндуро гонок.
2012 год — Антуан Бизет (англ. Antoine Bizet) занимает второе место на соревнованиях Whitestyle в Леоганге, трасса соревнований вновь создана Грантом Филдером «Chopper» (англ. Grant Fielder), затем занимает второе место на соревнованиях по слоупстайлу в Коста Рике, затем третье место на соревнованиях Rocket Air Slopestyle в Тине (Швейцария), выигрывает Best Trick на Vienna Air King, после перелома ключицы занимает невероятное второе место на соревнованиях Red Bull Rampage в Вирджин, Юта, и заканчивает сезон на верхней ступени подиума Happy Ride в Барселоне. Хелен Вайман (англ. Helen Wyman) становится Чемпионкой Великобритании по циклокроссу и Чемпионкой Европы. Карим Амур (англ. Karim Amour) выигрывает соревнования MaxiAvalanche Оре (Швеция), MaxiAvalance Орон (Франция) и Становится чемпионом Европы по эндуро. Коннор Феарон (англ. Connor Fearon) становится Чемпионом Австралии по даунхиллу среди юниоров и занимает третье место на чемпионате мира. Кори Уоллес (англ. Cory Wallace) выигрывает суточную гонку «24 hours of Pueblo», недельный эпик «Tour of Mongolia», со своими товарищами по команде Барри Уиксом (англ. Barry Wicks) и Крисом Снеддоном (англ. Kris Sneddon) приносит Kona все три места на подиуме. Так же команда Kona доминирует в 100 мильных гонках: Lumberjack 100 и High Cascade100, обе гонки выигрывает Барри Уиксом (англ. Barry Wicks). Йен Шмит (англ. Ian Schmitt) выигрывает Creampuff 100 в категории для синглспидов.
2014 год — Хелен Вайман (англ. Helen Wyman) занимает третье место на Чемпионате Мира по циклокроссу, в седьмой раз становится Чемпионкой Великобритании и занимает второе место на Кубке Мира. Тиган Моллой (англ. Tegan Molloy) становится Чемпионом Мира по даунхиллу среди юниоров. Али Осгуд (англ. Ali Osgood) выигрывает Чемпионат США по даунхиллу в категории девушки, а Роман Пульхайн (англ. Roman Poulhain) выигрывает Чемпионат Франции по даунхиллу. Антуан Бизет (англ. Antoine Bizet) начинает сезон с победы на Whitestyle, затем забирает приз Best Trick на Taxco Urban Downhill, а заканчивает сезон на второй строчке соревнований Hall of Dirt в Штутгарте. Кори Уоллес (англ. Cory Wallace) продолжает участвовать в самых сложных мтб гонках мира: выигрывает Wombat 100 в Австралии, 100 километровый марафонский Чемпионат Канады, Tour de Timor и Hero Himalaya Cup в Индии. Гонщица Kona Super Grassroots Лин Маунселл (англ. Leah Maunsell) выигрывает Чемпионат Ирландии по эндуро, в возрасте 16 лет. Ещё один участник Super Grassroots и сенсация в мире фрирайда Грехем Агассиз (англ. Graham Aggasiz) становится первым на квалификации Red Bull Rampage, но падает во время финального заезда, что приводит ко множественным переломам, требующим операции и госпитализации.

## Общественная деятельность

### Поддержка велоклубов и общественных организаций
Kona поддерживает Международную Ассоциацию Маунтинбайка (IMBA) начиная с 1994 года, разрабатывая различные программы по сбору пожертвований: программа Kona Buck-A-Bike, программа Kona Bro Deal, благотворительные вечеринки на выставке Interbike «Kona/IMBA bowling party» и гранты «Kona/IMBA Freeriding grants».
Проводимые с 1998 по 2007 год «Kona/IMBA bowling party» были направлены на сбор средств для NEMBA, подразделения IMBA в Новой Англии. Основной задачей была покупка земель для развития маунтинбайка и вложения грантов Kona/IMBA. Данная программа способствовала развитию велосипедных клубов Южной Дакоты, Колорадо, Орегона, Британской Колумбии, Миссури, Индианы и Вермонта. В основном средства пошли на строительство фрирайдных элементов на уже существующих трейлах и развитие дертджампинговых парков в байкпарках..
С 2008 года Kona поддерживает IMBA Epic Rides program, созданную для развития новых мест катания в США и Канаде. В программе участвуют Mid Mountain Epic в Park City, Utah; Comfortably Numb в Whistler, British Columbia; сеть трейлов PAMBA вокруг Peoria, Illinois, а также Loon Lake Epic в Tamarack, Idaho.

### Kona Africabike
Kona принимает участие в самой большой благотворительной программе — BikeTown Africa. Велосипед Kona Africabike был создан в сотрудничестве с Bristol-Myers Squibb и Bicycling Magazine. Kona Africabike был специально разработан для помощи в передвижении и доставке медикаментов работникам здравоохранения работающих с пациентами больными ВИЧ и СПИДом. Программа началась с двух городов Бобононг и Габороне.

### Хронология
1995 год — 14 Февраля Kona запускает программу Buck-A-Bike. За три года программа собирает 80’000$, которые передаются таким организациям как: IMBA, Rails to Trails и NORBA
1998 год — Первый благотворительный вечер IMBA-Kona Funraiser проходит во время выставки Interbike show в Anaheim. За последующие десять лет это ежегодное мероприятие собирает более 100’000$ для развития IMBA, в том числе 10’000$ для покупки NEMBA сети трейлов под названием «Vietnam».
2003 год — Kona удостаивается звания Industry Advocate of the Year за семилетнюю поддержку таких программ как: Buck a Bike, Freeride Grants, Bear Bell Program, IMBA Bro Deals, Collegiate Scholarship и IMBA «Above and Beyond».
2004 год — Объявлены первые пять клубов обладателей гранта Kona-IMBA Freeride grants — клубы из Колорадо, Флориды, Орегона, Иллиноиса и Британской Колумбии. Юбилейный 7й благотворительный вечер Kona-IMBA Funraiser собирает 8000$ для грантов 2005 года.
2006 год — Kona Africabike и Bicycling’s Biketown Africa начинают совместную работу. Africabike является велосипедом разработанным специально для медицинского персонала, в основном женщин, которые в основ передвигались только пешком. Велосипед был создан максимально прочным и простым: багажник является частью рамы велосипеда, используется втулка с планетарным переключением и педальным тормозом. Этот пилотный проект в дальнейшем стал самым востребованным велосипедом Kona — 3’500 велосипедов Africabike было отправлено, за время существования программы.
2008 год — Европейский офис Kona запускает проект Kona Basic Needs, гуманитарный проект призванный отправить ещё больше AfricaBike в Африку, так же начинается совместный проект с WWF посвящённый водным ресурсам.
2010 год — 650 велосипедов Africabike отправлено в Южную Африку и Танзанию по программе «2 за 1», всего 2500 велосипедов уже отправлено начиная с 2006 года.
2014 год — Родина Kona- штат Вашингтон, назван League of American Wheelmen самым дружелюбным к велосипедистам штатом США, а Kona USA стала компанией Золотого Уровня Дружелюбности Компании за поддержку и защиту местных, региональных и национальных программ содействия и развития.